# Troupe À Cœur ouvert
La Troupe À Cœur ouvert est une troupe de théâtre dans la ville de La Sarre. Elle est connue comme un attrait touristique important de la région de l’Abitibi-Témiscamingue.

## Historique
La Troupe À Cœur ouvert est une troupe de théâtre fondée en 1982 par Gabriel Desjardins, ainsi que 13 autres personnes, à La Sarre. En 1983, c’est Lise Bégin qui était présidente de la troupe de théâtre. Aujourd’hui, c’est Donald Renault qui préside, épaulé du vice-président Gérard Sévigny.
La Troupe À Cœur ouvert produit des pièces de théâtre, quoiqu’elle se perfectionne en théâtre musical depuis plusieurs années. Ses productions sont variées, allant de spectacles à grand déploiement, aux spectacles de variété dans ses locaux. La direction artistique de l’organisation est très ouverte aux nouveaux concepts, les permettant d’essayer plusieurs autres projets.

## Présence communautaire
La Troupe À Cœur ouvert a une présence importante dans la communauté. En voici quelques exemples:
- Pour ses 10 ans de fondation, le Regroupement des Proches aidants d'Abitibi-Ouest fait une soirée pour fêter sa décennie le 7 mars 2020. À l'occasion, la Troupe joue une création originale de Daniel Morin nommée Portrait de Proches aidantes[2].
- Le 29 janvier 2020, le Regroupement des Proches aidants d'Abitibi-Ouest souhaite sensibiliser la population sur la maladie d'Alzheimer. Une soirée a lieu au local de la Troupe sous le thème: Des souvenirs heureux[2].
- Dans le cadre du programme Nouveaux Horizons pour les aînés, La Troupe effectue une tournée régionale de sensibilisation afin de contrer la violence faite aux aînés. Cette tournée souligne la Journée mondiale pour enrayer la maltraitance vis-à-vis les personnes aînées[2].
- Le comité du Marché de Noël, en décembre 2019, demande à la Troupe d'offrir aux marchands et leurs clients une prestation musicale sous le thème du Temps des Fêtes lors de leur événement[2].
- Dupuy fête ses 75 ans de fondation en 2018. Un parcours en autobus visitant les rangs et un parcours au village en charrette rappelle les moments marquants de la municipalité. Les comédiens de la Troupe sont présents pour l'occasion afin d'animer ces parcours[2].
- Du 27 au 30 juillet 2017, la municipalité de La Reine fête ses 100 ans. Les comédiens de la Troupe sont présents pour animer un parcours en autobus visitant le village et les rangs de celle-ci offrant aux visiteurs des histoires d'antan[2].
- En décembre 2016, La Troupe en collaboration avec La Table des aînés annonce en conférence de presse le lancement d'un coffret comprenant cinq mises en situation touchant principalement la condition des Proches aidants[2].

## Productions marquantes
Le Paradis du nord est le spectacle le plus marquant de la Troupe. Il raconte l'histoire de la colonisation et du développement de l'Abitibi-Témiscamingue. Celui-ci représente 126 représentations et 83 202 spectateurs en l'espace de 6 ans. C'est 171 artistes et 155 000 heures de bénévolats, ainsi que 1,8 M$ par an de retombée économique, de 2005 à 2011. En 2023, la Troupe lance un documentaire sur la création de la pièce de théâtre musicale, J'ai trouvé un pays. Lors de la projection, c'est avec une salle comble que le public montre son engouement face au projet.
L'été 2024, c'est la pièce Dernier Embarquement au Paradis qui a vu le jour, une revue des chansons marquantes du spectacle du Paradis du nord. C'est plus de 20 comédiens qui ont chanté et dansé en l'hommage du spectacle à grand déploiement.

Daniel Morin, le metteur en scène de la Troupe, prend la parole par rapport à ce spectacle.
Le Paradis du Nord va rester, je crois, dans la tête des témiscabitibiens. C'est le spectacle qui a été différent, qui a vraiment porté. Puis, on a chanté notre histoire, c’est ce qui était beau, avec les paroles de Danielle Trottier et la musique de Jacques Marchand. C’était une poésie chaque soir de pouvoir chanter ces chansons-là.
La Troupe à fait plusieurs autres productions, en voici quelques-unes:
- 2023, Les Belles-sœurs en théâtre musical[9]
- 2017-2023, Festivitas[9]
- 2016-2017, J’Reviens chez nous[9]
- 2013-2014, Hairspray[9]
- 2009, Albertine, en cinq temps[9]
- 2003, La Mélodie du Bonheur[9]
- 2001, Grease[9]